# Emmanuel Niyoyabikoze

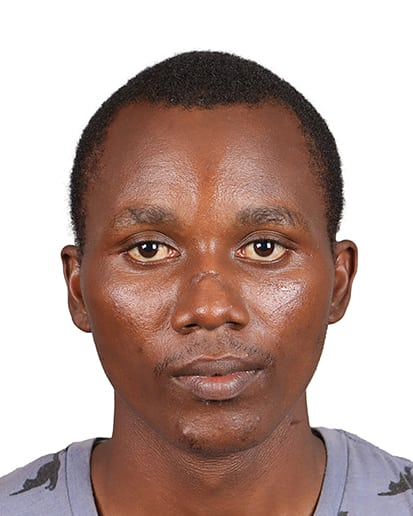
Emmanuel Niyoyabikoze 2022

Emmanuel Niyoyabikoze (* 20. Dezember 1994 in Bubanza, Burundi) ist ein burundischer Entbindungspfleger, Umweltaktivist und Gründer der Organisation Greening Burundi, die sich für Wiederaufforstung und Umweltschutz einsetzt.

## Biografie
Niyoyabikoze wuchs in einer Familie von Landwirten in Bubanza auf. Bereits in jungen Jahren entwickelte er ein Interesse für Umweltfragen und begann im Alter von acht Jahren, Bäume zu pflanzen, um der Abholzung entgegenzuwirken. Er strebte er zunächst eine Ausbildung im Umweltbereich an, insbesondere im Bereich Wasser und Forstwirtschaft. Aufgrund familiärer Einflüsse, sein Vater besaß Baumplantagen, entwickelte er eine Leidenschaft für den Wald. Letztendlich entschied er sich jedoch für eine medizinische Laufbahn und absolvierte 2015 sein Diplom als Krankenpfleger an der École Paramédicale Notre-Dame de l'Espérance in Bubanza.
Im Jahr 2020 erwarb Niyoyabikoze einen Bachelor-Abschluss in Hebammenkunde am Institut National de Santé Publique in Burundi. Zusätzlich absolvierte er Weiterbildungen im Bereich Ökosystemmanagement und Waldschutz, unter anderem an der Cornell University.

## Greening Burundi
2017 gründete Niyoyabikoze die Organisation Greening Burundi, mit dem Ziel, der Abholzung entgegenzuwirken und nachhaltige Praktiken zu fördern. Die Organisation konzentriert sich auf die Wiederaufforstung, Umweltbildung und Sensibilisierung der Gemeinschaften für die Auswirkungen des Klimawandels. In der ersten Phase des Projekts wurden 40.000 Bäume gepflanzt. In der zweiten Phase wurden Baumschulen mit über 200.000 Setzlingen eingerichtet, die zwischen Oktober und November 2019 gepflanzt werden sollten.
Wegen der politischen Instabilität und seiner politischen Meinungen floh er aus Burundi nach Deutschland, setzt jedoch seine Umweltaktivitäten fort und nimmt an internationalen Konferenzen und Schulungen teil, um für den Klimaschutz und eine nachhaltige Entwicklung zu sensibilisieren.

## Auszeichnungen
Niyoyabikoze wurde für sein Engagement mehrfach ausgezeichnet, darunter mit dem:
- Global Peace Excellence Award[15],
- Mary Robinson Climate Justice Award[16],
- East Africa Earth Champion[17],
- Top 100 young African Conservation Leader[18],
- 5 einflussreiche Persönlichkeiten Burundis (2019)[19],
- Nominierung unter den 25 burundischen RoleModels (2019)2[20].